# José da Costa Sequeira
José da Costa Sequeira (Ajuda, 1800 – Lisboa, 6 de Novembro de 1872), arquitecto e professor de desenho de arquitectura na Academia de Belas Artes de Lisboa. É autor do projecto de arquitectura de algumas das obras públicas mais emblemáticas construídas na região de Lisboa nas décadas de 1830 e 1840.

## Biografia
Nasceu na freguesia de Nossa Senhora da Ajuda, no então concelho de Belém, filho de Pedro Victor da Costa Teixeira e de sua esposa Mariana Rosa das Dominações, irmã do pintor Domingos António de Sequeira. Seu pai foi alferes do Regimento de Infantaria n.º 1, sendo integrado na Legião Portuguesa da Grande Armée de Napoleão Bonaparte, tendo morrido em 1811 na retirada da Rússia após participar na malograda tentativa de tomar Moscovo. Inicialmente não usava o apelido Sequeira, que adoptou com licença de seu tio materno, o então já célebre pintor Domingos António de Sequeira.
Com a protecção do tio, que fora de director das pinturas da Ajuda, estudou e praticou na Casa do Risco, no Real Palácio da Ajuda, de 1818 a 1821, ano em que foi promovido a «ajudante de arquitecto supranumerário», lugar que desempenhou sob a direcção dos arquitectos Francesco Saverio Fabri (mais conhecido por Francisco Xavier Fabri) e António Francisco Rosa, até 1824, ano em que foi transferido para a Repartição de Obras Públicas do Ministério do Reino, passando a trabalhar como arquitecto civil.
No serviço de obras públicas participou em diversas comissões e foi incumbido da condução de obras de muita importância, nomeadamente em Cascais, Sesimbra e Runa. É autor do plano da Igreja da Senhora da Rocha, em Linda-a-Pastora, construída entre 1828 e 1832. Também dirigiu os trabalhos de reformulação do Jardim de São Pedro de Alcântara, executados em 1836. Entre muitas outras obras, é autor do plano da construção do quartel para o batalhão naval, de 1845, do plano do edifício do Real Observatório Astronómico de Lisboa, de um plano para a conclusão do Real Paço da Ajuda e de construção do jazigo real de São Vicente de Fora.
Considerado homem de estudo e de muita aplicação, e por isso muito respeitado na sua classe, foi um dos fundadores e o primeiro secretário da Associação dos Arquitectos Civis Portugueses, predecessora da actual Ordem dos Arquitectos, tendo colaborado no seu órgão, o Archivo da Associação dos Architectos. Foi também secretario da Academia de Belas Artes de Lisboa.
Colaborou com Silvestre Pinheiro Ferreira na direcção da secção artística da Encyclopedia portugueza e escreveu uma anotação para a tradução de Os Fastos editada por António Feliciano de Castilho.
Era sócio correspondente da Academia de Belas Artes do Rio de Janeiro e de outras sociedades estrangeiras e cavaleiro da Ordem de São Tiago, do mérito científico, literário e artístico.

## Obras publicadas
Entre outras, é autor das seguintes obras:
- Compendio de geometria practica applicada ás operações do desenho, para servir de estudo preliminar a quem se dedica ás bellas-artes, etc. Traduzido em portuguez. Lisboa, Typ. da Academia das Bellas-artes 1839. 4.º Com tres estampas.
- Noções theoricas de architectura civil, seguidas de um breve tractado das cinco ordens de architectura de J. B. Vinhola, traduzidas e compiladas, etc. Lisboa, Typ. de A. S. Coelho 1839. (segunda edição: Ibi, Typ. de José Baptista Morando 1848. 4.º de 28-28 pag. Com tres estampas gravadas pelo artista da sobredita Academia J. J. dos Sanctos).